# بروفا (مسلسل)
بروفا مسلسل لبناني كوميدي اجتماعي عرض في شهر رمضان 2019

## قصة العمل
ماجد (أحمد فهمي) حفيد مديرة المدرسة قادم من مصر ليال (ماغي بو غصن) فتاة طموحة تبحث عن فرصة للعمل في المدرسة، بعدما أخبرته أنها تحتاج إليه، وطلب منها إحضار صور وشهادات تثبت أنها موهوبة ولديها خبرة في مجال المسرح، فتطلب ليال من صديقها وسام وسام صباغ مساعدتها في تركيب صورها بالفوتوشوب وتزوير أوراق تفيد بأنها حاصلة على شهادة موسيقي من فرنسا وبعد صراعات تنشأ قصة حب بينهما

## الممثلون
- أحمد فهمي (ماجد)
- ماغي بو غصن (ليال)
- سميرة بارودي (ليلى)
- وسام صباغ (وسام)
- نهلا داوود (سحر)
- ريتا حرب (ناتالي)
- فيفيان أنطونيوس (حنان)
- هيام أبو شديد (كريستين)
- مي صايغ (رولا)
- الكو داوود
- ميشيل وهبة (أميرة)
- تاتيانا مرعب (مرام)
- ريان حركة (زينة)
- بياريت قطريب (نجوى)
- نتاشا خضرو (هبة)
- لودي خوري (ايلين)
- سهير نصر الدين
- كريستيان الزغبي
- بيو شيحان (أنيس)
- حسن حمدان (والد ايلين)

## تتر المسلسل
قامت بغنائه الفنانة نوال الزغبي وهي المرة الثانية التي تغني فيها تتر مسلسل لماغي بعد كاراميل 